# Blackout na Pyrenejském poloostrově (2025)
Výpadek dodávek elektřiny nastal 28. dubna 2025 ve 12.33 na Pyrenejském poloostrově a paralyzoval většinu pevninského Španělska a Portugalska a část jihozápadní Francie. Přesná příčina se stále (červen 2025) vyšetřuje. Jako nejpravděpodobnější se jeví selhání řízení elektroenergetické přenosové sítě, které je při vysokém podílu solárních a větrných elektráren velmi náročné.
Nasvědčuje tomu fakt, že několik dní před blackoutem oznámilo Španělsko, že dosáhlo rekordu v produkci elektřiny z obnovitelných zdrojů a pár dní před blackoutem jimi pokrylo 100% okamžité spotřeby. 21. dubna vyráběly solární elektrárny 20,12 GW okamžitého výkonu a pokrývaly téměř 80% okamžité poptávky.
Výpadek elektřiny postihl 15 španělských regionů včetně Madridu, kde došlo k úplnému selhání dodávek. Dopravní kolaps postihl metro, železnici i semafory, přičemž stovky cestujících uvízly ve vlacích a výtazích. Nemocnice sice fungovaly díky záložním generátorům, kolabující digitální systémy však znemožnily přístup ke zdravotním záznamům pacientů. Průmyslové podniky včetně automobilek Ford a Iveco přerušily výrobu.
Evropská komise spustila předem stanovené postupy ve spolupráci s ENTSO-E, jejichž cílem bylo obnovit funkčnost sítě a provést analýzu příčin rozsáhlého výpadku. Španělský premiér Pedro Sánchez následně vyzval veřejnost k dobrovolnému omezení spotřeby energie, zatímco Portugalsko se zaměřilo na obnovu dodávek pro strategické objekty, jako jsou nemocnice a dopravní uzly. Jaderné elektrárny ve Španělsku sice zůstaly v bezpečném režimu díky záložním systémům, avšak úplná stabilizace přenosové soustavy se odhadovala v rozmezí od několika hodin po týden, a to v závislosti na konkrétní region.

## Následky
Rozsáhlý výpadek elektřiny ochromil dopravní systém ve Španělsku, včetně metra v Madridu a Barceloně. Železniční provozovatelé Adif a Renfe přerušili provoz vlaků, přičemž stovky cestujících uvízly ve vysokorychlostních spojích na tratích. Ministerstvo dopravy oznámilo, že pravidelný provoz nebude obnoven do konce dne, což vedlo k prodloužení provozní doby vybraných nádraží přes noc.
Výpadek způsobil masivní kolaps veřejných služeb – lidé uvízli ve výtazích, banky zaznamenaly výpadky internetového bankovnictví a mobilních aplikací. Průmyslové podniky, včetně automobilky Ford ve valencijském Almussafes a závodů Iveco v Madridu a Valladolidu, přerušily výrobu. Společnost Moeve zastavila provoz rafinerií pokrývajících 40 % domácí produkce, zatímco ropná společnost Petronor uzavřela provozy v Bilbau.
Vzdělávací instituce zrušily výuku, parlament odložil plánovaná zasedání a úřady vyzvaly občany k omezení individuální dopravy kvůli nefunkčním semaforům. V Madridu se u vlakové stanice Chamartín tvořily extrémní fronty na taxislužby, což ilustrovalo rozsah dopravního chaosu.
Kolem 23. hodiny premiér Pedro Sánchez oznámil obnovení 50 % dodávek, druhý den ráno pak již 99,95 %. Mobilní sítě druhý den fungovaly asi na 90 %, avšak na železnici a u některých silničních semaforů přetrvávaly komplikace. Podle místních médií španělská policie nezaznamenala v noci narušení veřejného pořádku. Dopravní komplikace se týkaly především severošpanělských regionů, kde některé tratě zůstávaly zcela mimo provoz. Společnost Renfe nadále evidovala výpadky na trasách z Madridu směrem na severozápad, například do Galicie, a částečné omezení platilo i pro spojení s jihozápadními oblastmi. Naopak hlavní koridory do Barcelony, Valencie, Sevilly a Malagy byly postupně uváděny do provozu, i když s případnými průběžnými zpožděními. Vysokorychlostní spoje mezi Barcelonou a Madridem fungovaly, ale zpoždění dosahovaly v některých případech desítek minut.
Madridské metro obnovilo provoz v 8 hodin ráno s výjimkou jedné linky, která byla zprovozněna až v 10.42. Blackout podle deníku El País zanechal 44 souprav madridského metra v tunelech, což vyžadovalo evakuaci 150 000 cestujících. V Barceloně metro fungovalo po celou noc v omezeném režimu, přičemž všechny linky byly plně obnoveny nad ránem. Příměstské vlaky směrem do Barcelony se však kolem 6.30 zcela zastavily. částečný provoz byl obnoven krátce před polednem, avšak v omezeném rozsahu.
Výpadek elektřiny výrazně narušil telekomunikační služby. Společnost Vodafone obnovila do dopoledne druhého dne mobilní služby pro 95 % zákazníků, zatímco Telefónica dosáhla 90 % obnovy provozu. Situace se však lišila regionálně: zatímco Madrid a Baskicko hlásily téměř plnou funkčnost služeb, v Galicii zůstávalo obnoveno pouze přibližně 50 % mobilních sítí. Baskicko díky energetické podpoře ze sousední Francie zvládlo krizi nejrychleji.

## Příčina výpadku
V řádu hodin po výpadu se objevily zprávy, že rozsáhlý výpadek elektřiny na Pyrenejském poloostrově byl způsoben vzácným meteorologickým jevem spojeným s extrémními teplotními výkyvy ve španělském vnitrozemí, které poškodily vedení velmi vysokého napětí. Výpadek v Portugalsku byl podle REN importován ze Španělska v důsledku úzké provázanosti přenosových soustav obou zemí. Nestabilita vznikla vlivem teplotních anomálií, jež vyvolaly oscilace v elektrické síti a vedly ke kaskádovému selhání. Tyto závěry vycházely ze zprávy vygenerované AI a zveřejněné na platformě LinkedIn. Odborníky byla nestabilita vlivem teplotních anomálií vyvrácena. Přestože někteří členové portugalské vlády spekulovali o kybernetickém útoku, premiér Luís Montenegro tuto hypotézu nepotvrdil, ale zcela ji nevyloučil.
Premiér Pedro Sánchez odmítl spekulovat o původu blackoutu, ale potvrdil, že Španělsko ztratilo během pěti sekund 15 gigawattů elektrického výkonu, což odpovídalo přibližně 60 % okamžité spotřeby. Příčina tohoto bezprecedentního kolapsu zůstává předmětem vyšetřování, přičemž předběžné analýzy vyloučily kybernetický útok. Lídr opoziční Lidové strany Alberto Núñez Feijóo vytkl vládě, že nevyhlásila celostátní nouzový stav okamžitě po výpadku. Podle něj bylo chybou aktivovat nouzový plán pouze v regionech, které o to požádaly, namísto koordinované celonárodní reakce.
Španělský meteorologický úřad Aemet vyloučil souvislost výpadku s meteorologickými podmínkami. Podle úřadu nebyly 28. dubna zaznamenány žádné neobvyklé atmosférické jevy ani náhlé teplotní výkyvy v síti meteorologických stanic.
Pravděpodobná příčina blackoutu je selhání řízení elektroenergetické přenosové sítě, při vysokém podílu solární a větrné produkce. Několik dní před blackoutem dosáhlo Španělsko rekordu v produkci elektřiny z obnovitelných zdrojů a v určitém období pokrylo 100 % okamžité spotřeby elektřiny. Sedm dní před výpadkem vyráběly solární elektrárny 20,12 GW okamžitého výkonu a pokrývaly téměř 80% okamžité poptávky. Společnost Red Eléctrica de Espaňa (REE), která spravuje přenosovou síť, se ale brání a za viníka označila nestabilitu, kterou vytvořila obří fotovoltaická elektrárna Núñez de Balboa firmy Iberdrola.

## Dlouhodobé dopady
Od blackoutu je španělská elektrická přenosová soustava řízena opatrně. Španělský provozovatel přenosové soustavy REE začal omezovat výrobu fotovoltaických elektráren ve prospěch paroplynových elektráren. To s sebou nese i dodatečné náklady, které jsou proti předchozím letům násobně vyšší. Během ledna - března 2025 činily v průměru 3,5 milionu eur denně. Po blackoutu dosáhly 30. dubna 13 milionů eur a 2. května už 18,5 milionu eur. V květnu a červnu 2025 byl navýšen objem redispečinku. Více se zapojily paroplynové zdroje, které poskytují větší prostor pro regulaci výkonu. Důvodem jsou zvýšené obavy o stabilitu soustavy. V květnu byla výroba fotovoltaických elektráren omezena o 800 GWh.